# Homalium erianthum
Homalium erianthum är en videväxtart som först beskrevs av Louis René Tulasne, och fick sitt nu gällande namn av Henri Ernest Baillon. Homalium erianthum ingår i släktet Homalium och familjen videväxter. Inga underarter finns listade i Catalogue of Life.